# Кегенський сільський округ
Кеге́нський сільський округ (каз. Кеген ауылдық округі, рос. Кегенский сельский округ) — адміністративна одиниця у складі Кегенського району Алматинської області Казахстану. Адміністративний центр — село Кеген.
Населення — 9087 осіб (2021; 9630 у 2009, 8706 у 1999, 10896 у 1989).
Станом на 1989 рік існувала Кегенська сільська рада (села Кеген, Октябр, Темірлік).

## Склад
До складу округу входять такі населені пункти:
| Населений пункт | Населення, осіб (1989) | Населення, осіб (1999) | Населення, осіб (2009) | Населення, осіб (2021) |
| --------------- | ---------------------- | ---------------------- | ---------------------- | ---------------------- |
| Кеген, село     | 9722                   | 8078                   | 9049                   | 8740                   |
| Темірлік, село  | 453                    | 168                    | 163                    | 58                     |
| --Темірлік      | -                      | -                      | -                      | 8                      |
| Туменбай, село  | 721                    | 460                    | 418                    | 281                    |